# Yalí

Bandeira de Yalí.

Localização de Yalí no departmento de Antioquia.

Yalí é uma cidade e município da Colômbia, no departamento de Antioquia.